# Aphrodisies
 (janvier 2025).
 (janvier 2025).
La mise en forme du texte ne suit pas les recommandations de Wikipédia : il faut le « wikifier ».
Les points d'amélioration suivants sont les cas les plus fréquents :
- Les titres sont pré-formatés par le logiciel. Ils ne sont ni en capitales, ni en gras.
- Le texte ne doit pas être écrit en capitales (les noms de famille non plus), ni en gras, ni en italique, ni en « petit »…
- Le gras n'est utilisé que pour surligner le titre de l'article dans l'introduction, une seule fois.
- L'italique est rarement utilisé : mots en langue étrangère, titres d'œuvres, noms de bateaux, etc.
- Les citations ne sont pas en italique mais en corps de texte normal. Elles sont entourées par des guillemets français : « et ».
- Les listes à puces sont à éviter, des paragraphes rédigés étant largement préférés. Les tableaux sont à réserver à la présentation de données structurées (résultats, etc.).
- Les appels de note de bas de page (petits chiffres en exposant, introduits par l'outil «  Source ») sont à placer entre la fin de phrase et le point final[comme ça].
- Les liens internes (vers d'autres articles de Wikipédia) sont à choisir avec parcimonie. Créez des liens vers des articles approfondissant le sujet. Les termes génériques sans rapport avec le sujet sont à éviter, ainsi que les répétitions de liens vers un même terme.
- Les liens externes sont à placer uniquement dans une section « Liens externes », à la fin de l'article. Ces liens sont à choisir avec parcimonie suivant les règles définies. Si un lien sert de source à l'article, son insertion dans le texte est à faire par les notes de bas de page.
- La présentation des références doit suivre les conventions bibliographiques. Il est recommandé d'utiliser les modèles {{Ouvrage}}, {{Chapitre}}, {{Article}}, {{Lien web}} et/ou {{Bibliographie}}. Le mode d'édition visuel peut mettre en forme automatiquement les références.
- Insérer une infobox (cadre d'informations à droite) n'est pas obligatoire pour parachever la mise en page.

Pour une aide détaillée, merci de consulter Aide:Wikification.
Si vous pensez que ces points ont été résolus, vous pouvez retirer ce bandeau et améliorer la mise en forme d'un autre article.
Les Aphrodisies est une fête de la Grèce antique en l'honneur de la déesse grecque Aphrodite, déesse de l'amour, de la beauté et de la fertilité.
Elle était célébrée principalement à Corinthe ou à Chypre où Aphrodite était vénérée avec une grande cérémonie. 
Cette fête annuelle, célébrée pendant le mois d’Hékatombaion, est située par les spécialistes approximativement de la troisième semaine de juillet à la troisième semaine d’août dans le calendrier grégorien.
La fête d’Aphrodisia était l’une des cérémonies les plus importantes à Délos, bien que les détails de la célébration soient peu connus. Les inscriptions indiquent simplement que la fête nécessitait l’achat de cordes, de torches et de bois, dépenses courantes pour toutes les fêtes déliennes.

## Les rituels pour fêter les Aphrodisies
Les rituels de la fête des Aphrodisies sont bien documentés à travers l’iconographie et les textes anciens. Le premier rituel consistait à purifier le temple avec le sang d’une colombe, l’oiseau sacré d’Aphrodite. Ensuite, les fidèles portaient en procession les images sacrées de la déesse et de Peitho pour les laver. Le lien d’Aphrodite avec la mer, évoqué dans la Théogonie d’Hésiode où elle est décrite comme la « déesse née de l’écume », est bien établi.
Pendant la fête, les sacrifices sanglants étaient interdits afin de ne pas polluer l’autel avec le sang des victimes, généralement des chèvres mâles blanches. Cependant, le sang de la colombe sacrée utilisé au début du rituel pour purifier l’autel était une exception. Les fidèles offraient également du feu, des fleurs et de l’encens en plus des boucs vivants.